# Carrascosa de Abajo
Carrascosa de Abajo – gmina w Hiszpanii, w prowincji Soria, w Kastylii i León, o powierzchni 23,55 km². W 2011 roku gmina liczyła 28 mieszkańców.